# 専称寺 (松本市)
専称寺（せんしょうじ）は、長野県松本市新村にある浄土宗の寺院。山号は三明山。院号は宝号院。信州七福神の弁財天の札所。　
本尊は阿弥陀如来。他に薬師如来、延命地蔵などを安置する。

## 起源と歴史
- 1568年、神林の地に開基
- 川の氾濫のため、北新中村の地に移る
- 寛延年間に諸々の事情により、現在の地に移る

## 伽藍
- 本堂

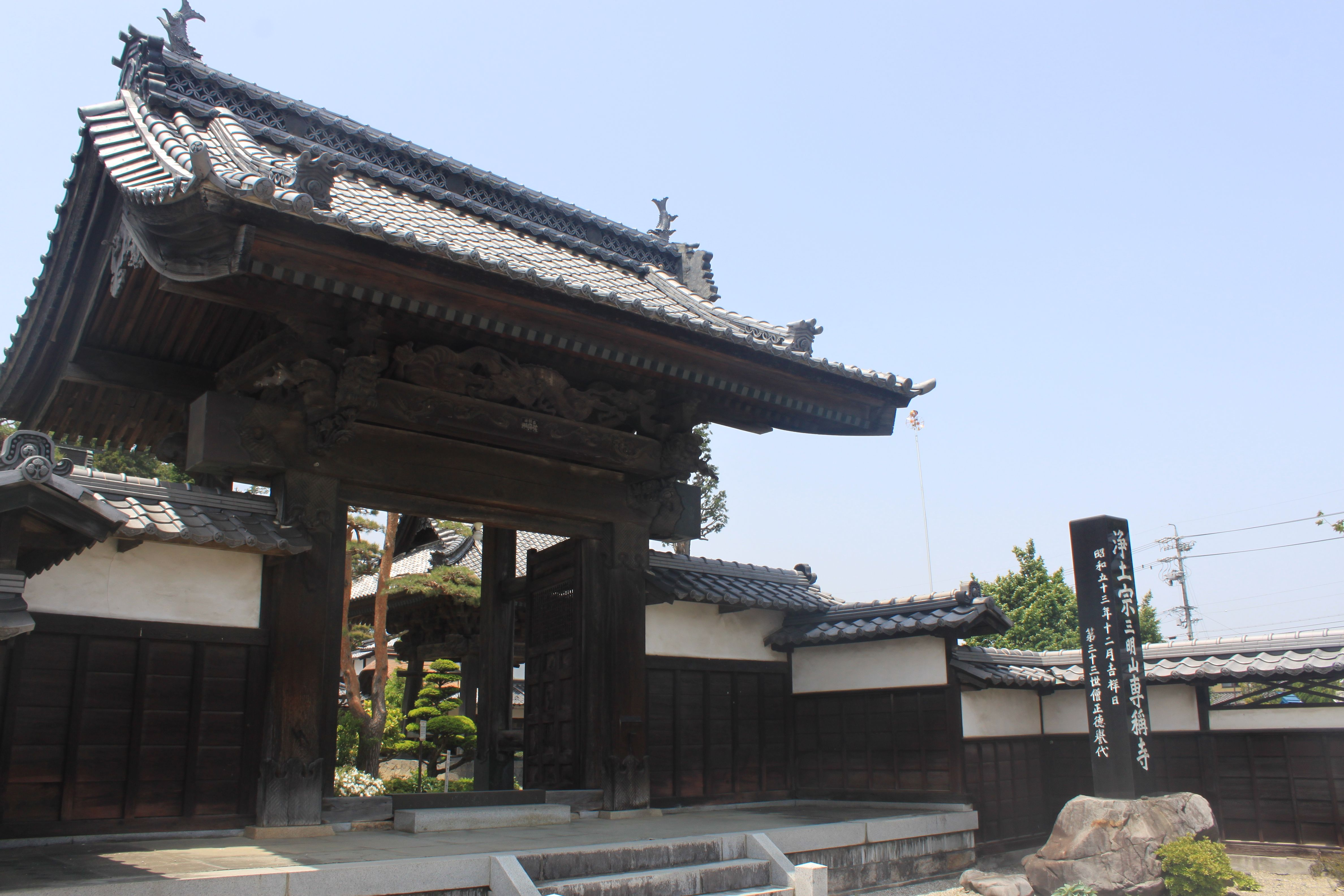
山門
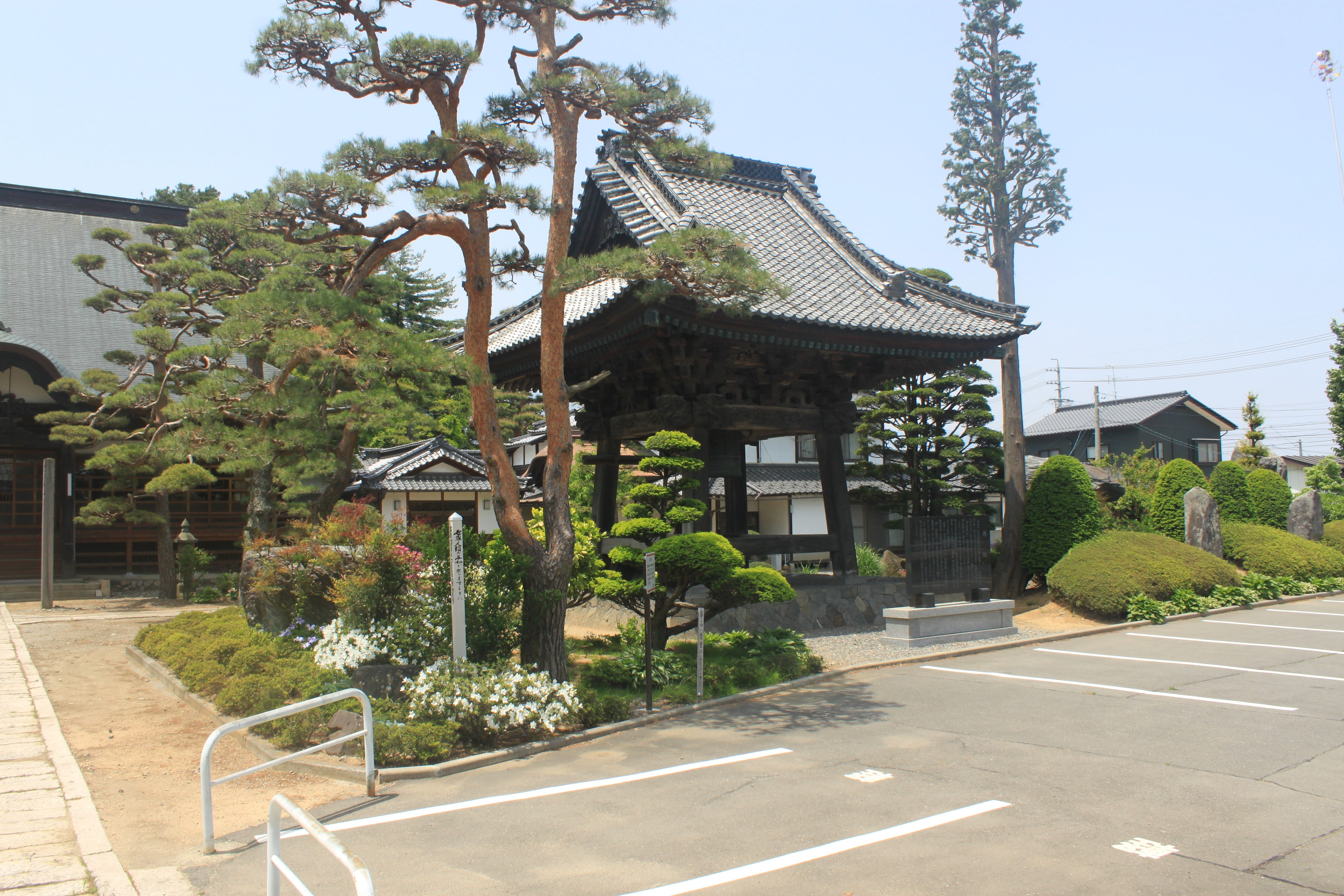
鐘楼
- 観音堂（松本三十三観音札所19番）

- 山門
- 鐘楼

## 文化財
- 山門と鐘楼は立川流の作。

## 筑摩鉄道株式会社

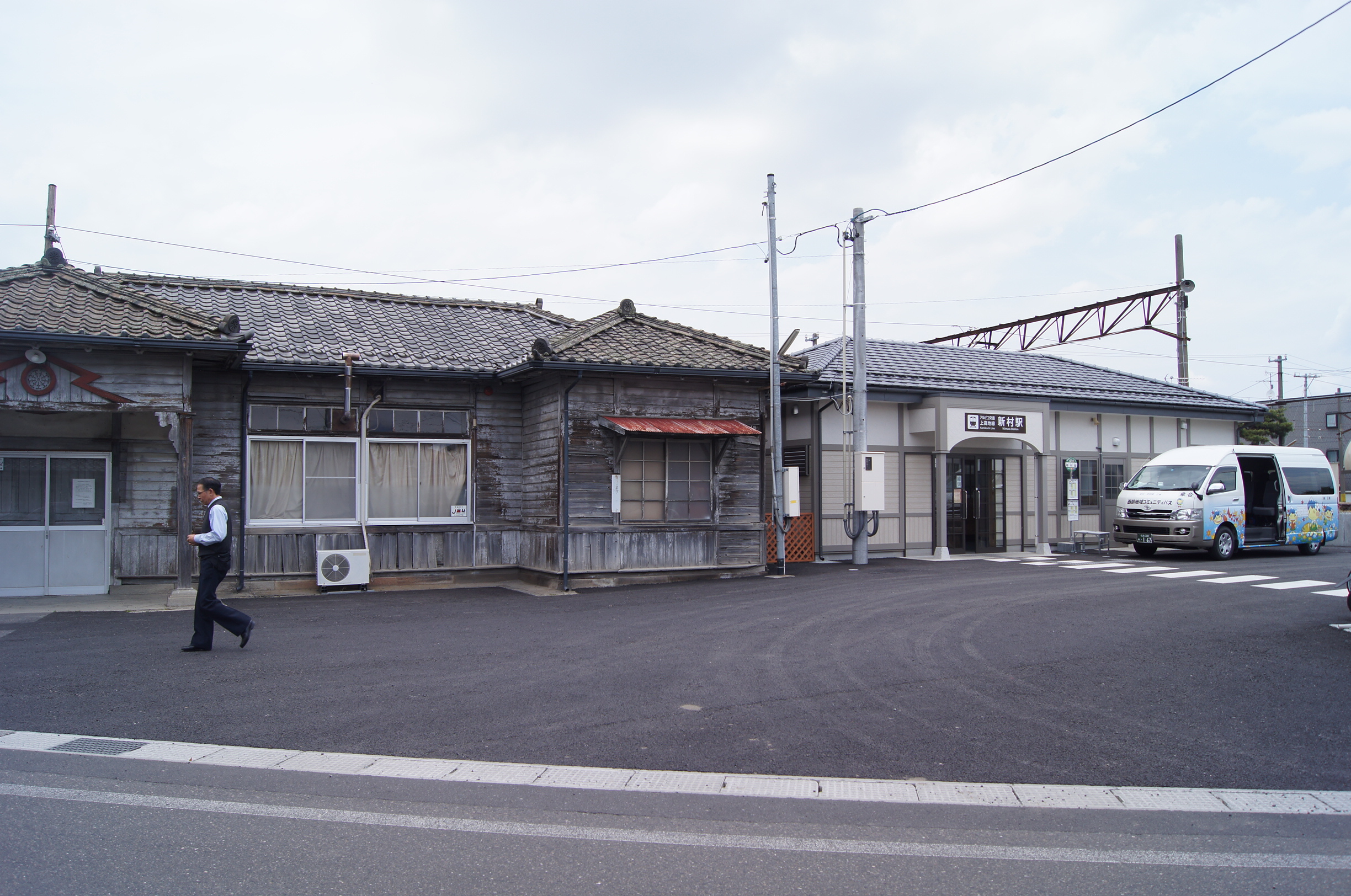
新村駅の旧駅舎（左）と新駅舎（右）

1920年（大正9年）3月25日、この寺で筑摩鉄道株式会社（現：アルピコ交通株式会社）の創立総会が開かれた。同社の本社所在地はこの寺に近い新村816番地におかれ、初代社長は新村出身の上條信だった。これ以降しばらく、新村駅前は繁華な場所になった。

## 所在地
- 松本市新村982

## 交通アクセス

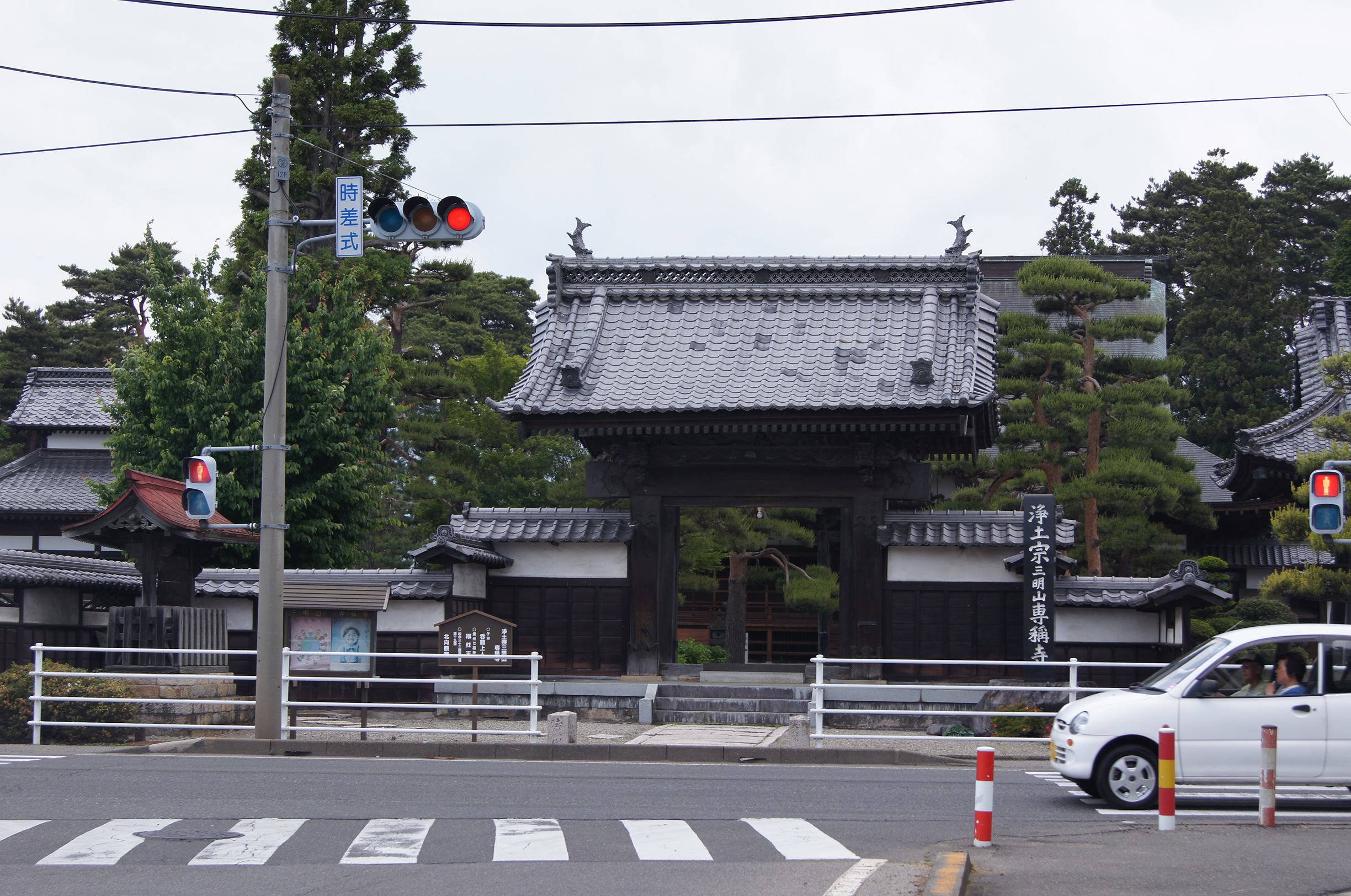
山門

- 松本駅からアルピコ交通（通称・松本電鉄）上高地線で新村駅下車 徒歩約10分。